# Thaluta
Thaluta is een geslacht van weekdieren uit de klasse van de Gastropoda (slakken).

## Soorten
- Thaluta maxmarrowi (Cernohorsky, 1980)
- Thaluta takenoko Rosenberg & Callomon, 2004